# Koncz Andrea
Koncz Andrea (Székelyudvarhely, 1986. június 18. –) magyar színésznő.

## Életpályája
2001–2005 között a Tamási Áron Elméleti Líceum történelem-filológia szakán tanult. 2005-2010 között a Marosvásárhelyi Művészeti Egyetem színművész szakos hallgatója volt. 2010-ben Budapestre költözött, majd két évig szabadúszóként dolgozott. 2012-től az Újszínház tagja.

## Filmes és televíziós szerepei
- Doktor Balaton (2020)
- Földindulás (2014)